# Myszaków
Myszaków – wieś w Polsce położona w województwie wielkopolskim, w powiecie słupeckim, w gminie Zagórów.

## Historia  i zabytki
W XVI wieku miejscowość wymienia Liber beneficiorum archidiecezji gnieźnieńskiej jako Myszyakowo.
Pod Myszakowem dnia 27 lutego 1863 roku miała miejsce jedna z bitew powstania styczniowego - oddział powstańczy dowodzony przez Pankracego Wodzińskiego, złożony z ochotników przybyłych z zaboru pruskiego, został otoczony i rozbity przez wojska rosyjskie. Polegli powstańcy zostali pochowani we wspólnej mogile.
W 1885 miejscowość wraz z sąsiednią wsią Myszakówek jako wieś oraz folwark leżące w powiecie słupeckim gmina Trąbczyn, parafia Zagórów opisał XIX-wieczny Słownik geograficzny Królestwa Polskiego. W 1827 w obu miejscowościach znajdowało się 29 domów, w których mieszkało 380 mieszkańców. W folwarku były 3 domy z 39 mieszkańcami. We wsi znajdował się młyn zamieszkiwany przez 2 mieszkańców.
W latach 1975–1998 miejscowość należała administracyjnie do województwa konińskiego.
Na wschodnim skraju wsi znajduje się mogiła powstańców styczniowych w formie kopca z krzyżem.

## Osoby
W Myszakowie urodzili się naukowcy, bracia Kostaneccy: Antoni Kostanecki, Kazimierz Kostanecki, Stanisław Kostanecki.